# وو جیایی
وو جیایی (چینی ساده: 吴佳怡; پین‌یین: Wú Jiāyí؛ زادهٔ ۱ دسامبر ۱۹۹۵) بازیگر اهل چین است.

## حرفه
در سال ۲۰۱۶، وو جیایی حرفه بازیگری تلویزیونی خود را با ایفای نقش در مجموعه دختر شیطان آغاز کرد.
در سال ۲۰۱۷، او نخستین نقش اصلی خود را در مجموعه تلویزیونی افسانه نه‌ژا انجام داد.
در سال ۲۰۱۸، وو در مجموعه عاشقان نامحسوس ایفای نقش کرد.
در سال ۲۰۱۸، وو با ایفای نقش در مجموعه‌های نوولند: پرچم عقاب و آکادمی نظامی به شهرت رسید.
در سال ۲۰۲۰، وو در مجموعه فانتزی سفر قهرمانانه نه‌ژا، مجموعه تاریخی داستانی عاشقانه از دشمنان دربار و مجموعه فانتزی تاریخی رقص امپراتوری آسمان بازی کرد.

## فیلم‌شناسی

### فیلم
| سال  | عنوان              | نقش          | توضیحات    |
| ---- | ------------------ | ------------ | ---------- |
| ۲۰۱۴ | گان لو             | نیو چون      |            |
| ۲۰۱۵ | دی‌گونگ هو گونگ‌دویی | تانگ هوی‌لینگ |            |
| ۲۰۱۵ | خیزش باد           |              | فیلم کوتاه |
| ۲۰۱۶ | خارج از حد معمولی  | شیانگ        |            |

### مجموعه تلویزیونی
| سال  | عنوان                           | نقش           | منابع  |
| ---- | ------------------------------- | ------------- | ------ |
| ۲۰۱۶ | دختر شیطان ۲                    | دونگ گه       |        |
| ۲۰۱۷ | فول هاوس آو هپینس               | دو دو         | [ ۱۲ ] |
| ۲۰۱۸ | عاشقان نامحسوس                  | چینگ یو       |        |
| ۲۰۱۹ | نوولند: پرچم عقاب               | یینگ یو       | [ ۱۳ ] |
| ۲۰۱۹ | آکادمی نظامی                    | چو مان‌تینگ    | [ ۱۴ ] |
| ۲۰۲۰ | سفر قهرمانانه نه‌ژا              | شیائو لونگ‌نو  |        |
| ۲۰۲۰ | داستانی عاشقانه از دشمنان دربار | ژائو یوشینگ   |        |
| ۲۰۲۰ | رقص امپراتوری آسمان             | سو یولیان     |        |
| ۲۰۲۰ | قصیده‌ای برای دختر تانگ بزگ      | شاهدخت چینگ‌هه | [ ۱۵ ] |
| ۲۰۲۴ | در شکوفه                        | بای شیائوشنگ  |        |